# 挽客
挽客是部份地區的傳統中式婚禮中，於新人拜堂時攙扶新人的專門人員。由於新人拜堂时由于磕头次数繁多，多需旁人帮忙搀扶完成叩拜礼。除喜娘、全福人、或伴郎、伴娘之外，很多地区也有另外派专人担任这项任务之习俗，此乃挽客。
此俗源于旧时生肖和生辰八字相克之民間信仰，喜娘、儐相、全福人等的生肖和生辰八字不一定不和新人之生肖和生辰八字相克，因此在這些人之生肖和生辰八字和新人之生肖和生辰八字相克的情况下，须另选生肖和生辰八字和新人不相克之人担任挽客。十分讲究生肖和生辰八字忌讳之人家，在喜娘、儐相、全福人之生肖和生辰八字虽不和新人相克，但也非最佳相配的情况下，也会另选生肖和生辰八字与新人为最佳匹配之人担任挽客，以讨吉利。一般来说，挽客多从亲属、男儐相團、女儐相團中选取，其生肖和生辰八字最好是，不一定必须和新人相配，但是决不能相克，例如属猪的新人不能由属虎之人担任挽客，属兔的新人不能由属狗之人担任挽客。此俗现于城市中已趋消亡，但于广大农村中仍有残留。
1. 1 2  李少林. . . 呼和浩特市: 内蒙古人民出版社. 2006年12月1日: 222页  [2006年12月1日]. ISBN 7204087224. （原始内容存档于2019年7月1日） （简体中文）.